# اماتریس
اماتریس (به ایتالیایی: Amatrice) یک سکونتگاه مسکونی در ایتالیا است که در استان ریتی واقع شده‌است.

## خصوصیات
اماتریس ۱۷۴ کیلومترمربع مساحت و ۲٬۷۳۰ نفر جمعیت دارد و ۹۵۵ متر بالاتر از سطح دریا واقع شده‌است.
پاستا آلا آماتریچانا غذای معروف ایتالیایی از این شهر آمده است.

## طرح دعوا املا شارلی ابدو
در اکتبر 2016، شورای شهر و شهرداری اماتریس که در جریان زمین‌لرزه اوت ۲۰۱۶ مرکز ایتالیا با ۲۹۹ نفر تلفات مواجه شده بودند به دلیل افترا املا مجله شارلی ابدو شکوائیه تنظیم کردند. این اقدام پس از آن صورت گرفت که شارلی ابدو در یک سری کارتون با عنوان «زلزله به سبک ایتالیایی» قربانیان زلزله را به فرم غذاهای ایتالیایی و خونشان را به شکل سس نشان داده بود. دادرسی این پرونده در تاریخ 9 اکتبر 2020 در دادگاه پاریس آغاز شد.